# University of Texas Health Science Center at San Antonio
L'University of Texas Health Science Center at San Antonio, abbreviato in UTHSCSA, è un'università statunitense specializzata nei campi dell'educazione sanitaria e della ricerca medica. Fu fondato nel 1959 e si trova a San Antonio, in Texas.